# Sabinyo
Der Sabinyo (auch Sabyinyo, Sabinio) ist ein erloschener Vulkan am östlichen Ende der Virunga-Vulkankette. Der Berg liegt im Dreiländereck zwischen Ruanda, Uganda und der Demokratischen Republik Kongo. Auf der ruandischen Seite erstreckt sich der Vulkan-Nationalpark, auf der kongolesischen Seite der Virunga-Nationalpark und auf der ugandischen Seite der Mgahinga-Gorilla-Nationalpark. 

## Fauna

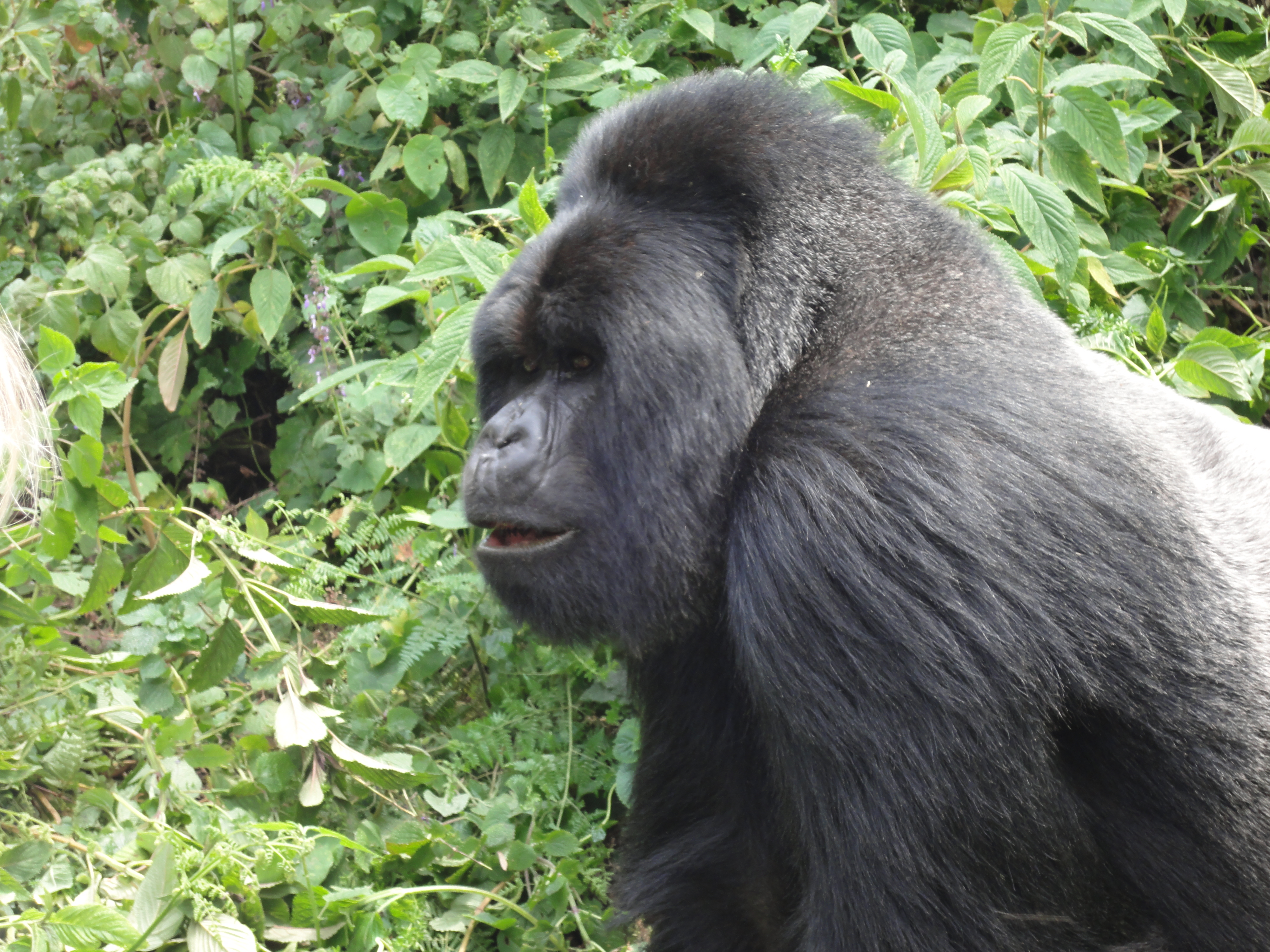
Berggorilla Guhonda

Die drei Nationalparks sind bekannt für die hier lebenden Berggorillas. An den Hängen des Sabinyo lebt eine Gorillafamilie, die besonders gut an Touristen gewöhnt wurde und zu der regelmäßig kleine Besuchergruppen geführt werden. Sie heißt nach ihrem Berg „Sabinyo“ und wird von dem etwa 35-jährigen Guhonda angeführt. Er gilt als der größte lebende Silberrücken unter den Berggorillas.